# Philippe Hardouin
Philippe Hardouin, né le 28 septembre 1953 à Versailles dans les Yvelines, est un économiste, dirigeant d'entreprise et homme politique français, cofondateur puis président du parti politique En commun.

## Biographie

### Famille
Philippe Lionel Hardouin naît le 28 septembre 1953 à Versailles (Yvelines) du mariage de Jacques Hardouin, directeur de société, et de Simone Garanger, assistante universitaire.
Le 6 mai 1988, il épouse la galeriste d'art Dominique Polad-Spadoni (1952-2020),, fille de la Brésilienne Cérès Franco, galeriste et collectionneuse d'art, née Ceres Borbafarinha (1926-2021). De ce mariage, naissent deux filles, Clémence et Lucie.

## Formation
Philippe Hardouin effectue ses études secondaires au lycée Hoche à Versailles puis au lycée Champollion à Grenoble. Il poursuit des études supérieures à l'université de Grenoble, où il obtient un diplôme d'études approfondies (DEA) en sciences économiques.

## Carrière
Philippe Hardouin commence sa carrière en 1977 comme président des Presses universitaires de Grenoble puis en 1982 président des Éditions de l'Équinoxe. De 1984 à 1988, il rejoint le groupe Thomson devenu Thales où il est nommé directeur des relations extérieures et de la communication, puis de 1986 à 1988 directeur du développement de la société Sorepark, et en 1988, directeur de la communication d'Alcatel Business System Group au sein du groupe Alcatel. En 1990, il est directeur adjoint de la communication du groupe Alcatel-Alsthom et en 1992, directeur de la communication de  Digital Equipement Europe. Nommé en 1994, directeur de la communication et des ressources humaines du groupe AlliedSignal, il est ensuite nommé en 2000 directeur général adjoint du groupe Industrie Services Info (Gisi), filiale du groupe Vivendi Universal Publishing. Il rejoint en 2001, le groupe Lafarge, comme directeur de la communication du groupe auprès de Bertrand Collomb puis de Bruno Lafont. Depuis 2009, il préside un cabinet de conseil en stratégie d'affaires publiques et de communication.

## Parcours politique
De 1969 à 1973, Philippe Hardouin participe activement à la contestation qui s'inscrit dans la suite des événements de Mai 68. Il est candidat sur la liste des Verts à Grenoble aux élections municipales de 1977. Il poursuit son engagement politique en tant qu'éditeur, dirigeant notamment des collections d'ouvrages critiques en sciences humaines et sociales aux Presses universitaires de Grenoble et aux éditions Maspero. Il rejoint le Parti socialiste en 1983 qu’il quittera en 1986.
En 2015, Philippe Hardouin fonde La République des citoyens avec Hugues Renson, avant de rejoindre Emmanuel Macron en 2016. Avec Barbara Pompili, Hugues Renson et Jacques Maire, il fonde le parti En commun en 2020, en rassemblant une cinquantaine de députés de La République en marche pour nourrir le débat au sein de la majorité présidentielle. Il en est nommé président,,.
Philippe Hardouin est élu la même année conseiller municipal d'opposition à Ivry-sur-Seine sur la liste « Ivry c'est vous » où il est second sur la liste,.
Aux élections législatives françaises de 2022, Philippe Hardouin est candidat dans le Val-de-Marne mais, comme plusieurs animateurs du courant En commun, n'est pas élu. À l'issue de ces élections, il porte plainte contre la députée sortante Mathilde Panot et le maire d’Ivry-sur-Seine, Philippe Bouyssou, pour prise de parole ne respectant pas le code électoral.
En novembre 2022, en désaccord avec la politique du gouvernement, il quitte le parti qu'il présidait. 

## Publications
À la fin des années 1970, Philippe Hardouin anime la collection Capitalisme et survie aux Presses universitaires de Grenoble.
En 2016, il publie Ces grandes entreprises au cœur des transformations du monde avec Bruno Lafont, préface de Thierry de Montbrial, 2016, Éditions Tallandier  (ISBN 979-1-02101-926-3)